# Girnar

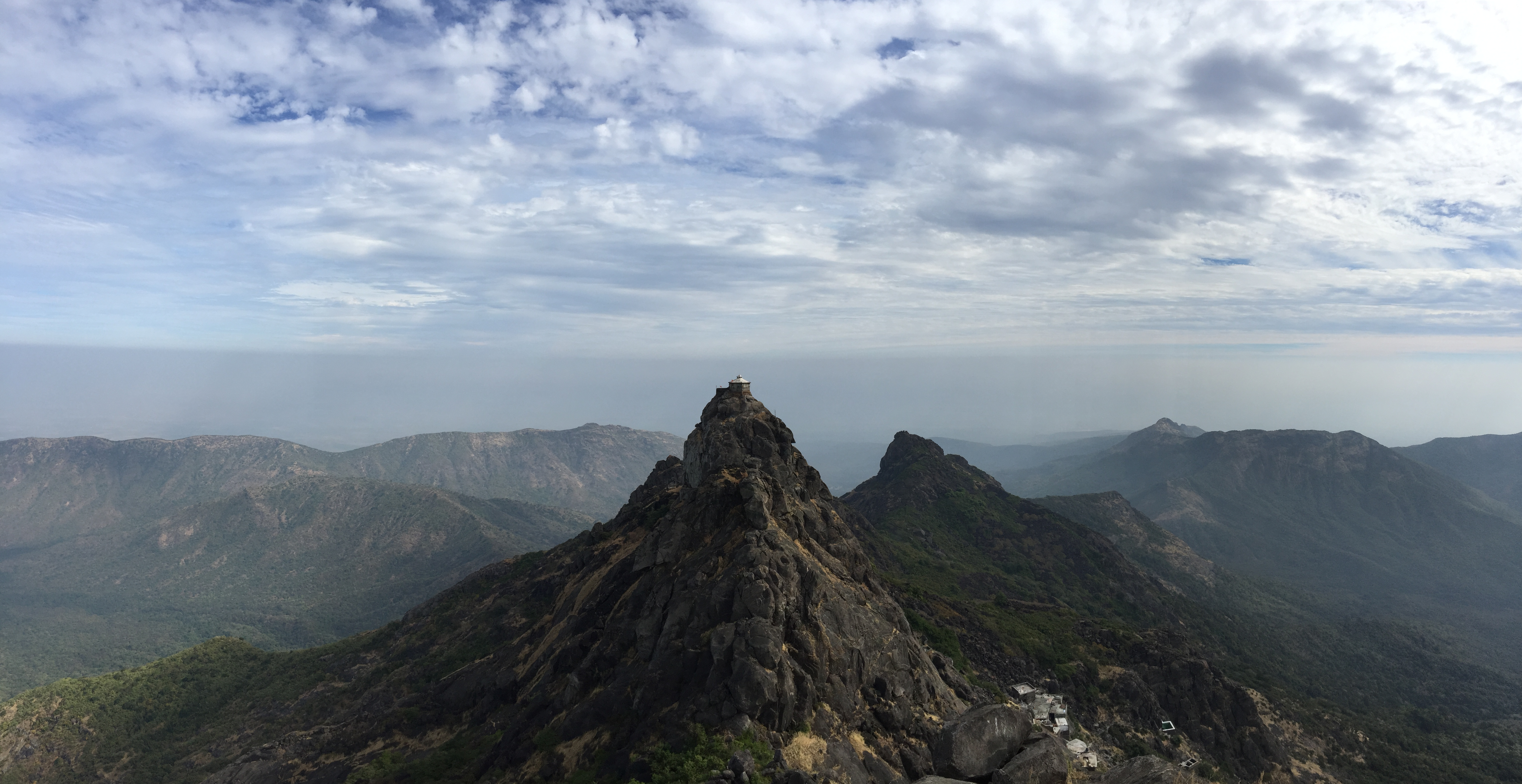
Girnar amb el temple de Dattatreya

Girnar és una muntanya sagrada amb temples en ruïnes, a Kathiawar, regió del Gujarat a uns 15 km a l'est de Junagarh, a 21° 30′ N, 70° 42′ E / 21.500°N,70.700°E. La seva altura és de poc més de 1000 metres i la muntanya és sagrada per la religió jainista, la segona més important després de la de Palitana. Una roca al peu de la muntanya porta inscripcions d'Asoka (vers 250 aC); una altra inscripció explica com el rei local Rudra Dama va derrotar el rei del Dècan vers l'any 150; una tercera inscripció del 457 fa referència a la destrucció del llac artificial de Sudasarma i la reconstrucció d'un pont destruït per les pluges. En canvi no hi ha restes de cap ciutat o temple d'aquesta època, i la construcció més antiga a la zona és de l'entorn del segle x.
Dels temples existents, tots posteriors al segle x, en el que el grup principal són un total de 16, estan situats a uns 900 metres d'altura i és el més antic i principal el de Neminath. En l'ascens cap al temple de Neminath hi ha sis estacions de parada. Aquest temple, segons una inscripció, fou restaurat el 1278 i està dedicat a Tirthankar: sota aquest temple un de triple erigit pels germans Tejpala i Vastupala, que també van construir un dels principals temples al Mont Abu.